# RegioTakt
RegioTakt (RT) bezeichnet im Personennahverkehr den integralen Taktfahrplan (ITF) der Regionalbusse in NRW und teilweise Niedersachsen. Er ist das Gegenstück zum ITF des regionalen Schienenverkehrs (NRW-Takt). Der Begriff Regiotakt wird andernorts auch im Schienenverkehr verwendet (zum Beispiel in Österreich).
Ziel ist es, den Fahrgästen ein (neu geordnetes) Regionalbusnetz mit verlässlichen, gut merkbaren Abfahrtzeiten näherzubringen. Grundlage des Taktes sind direkte Busanschlüsse an den Verknüpfungspunkten. Dabei orientieren sich die Fahrpläne an der üblichen Symmetrieminute (58½). Ein RegioTakt bedeutet zunächst nicht die Integration aller Verkehrsmittel zu einem Ganzen. Genau abgestimmte Fahrpläne mit dem Stadtverkehr (Stadtbahn, Stadtbus usw.) oder dem regionalen Schienenverkehr stehen noch nicht im Vordergrund.

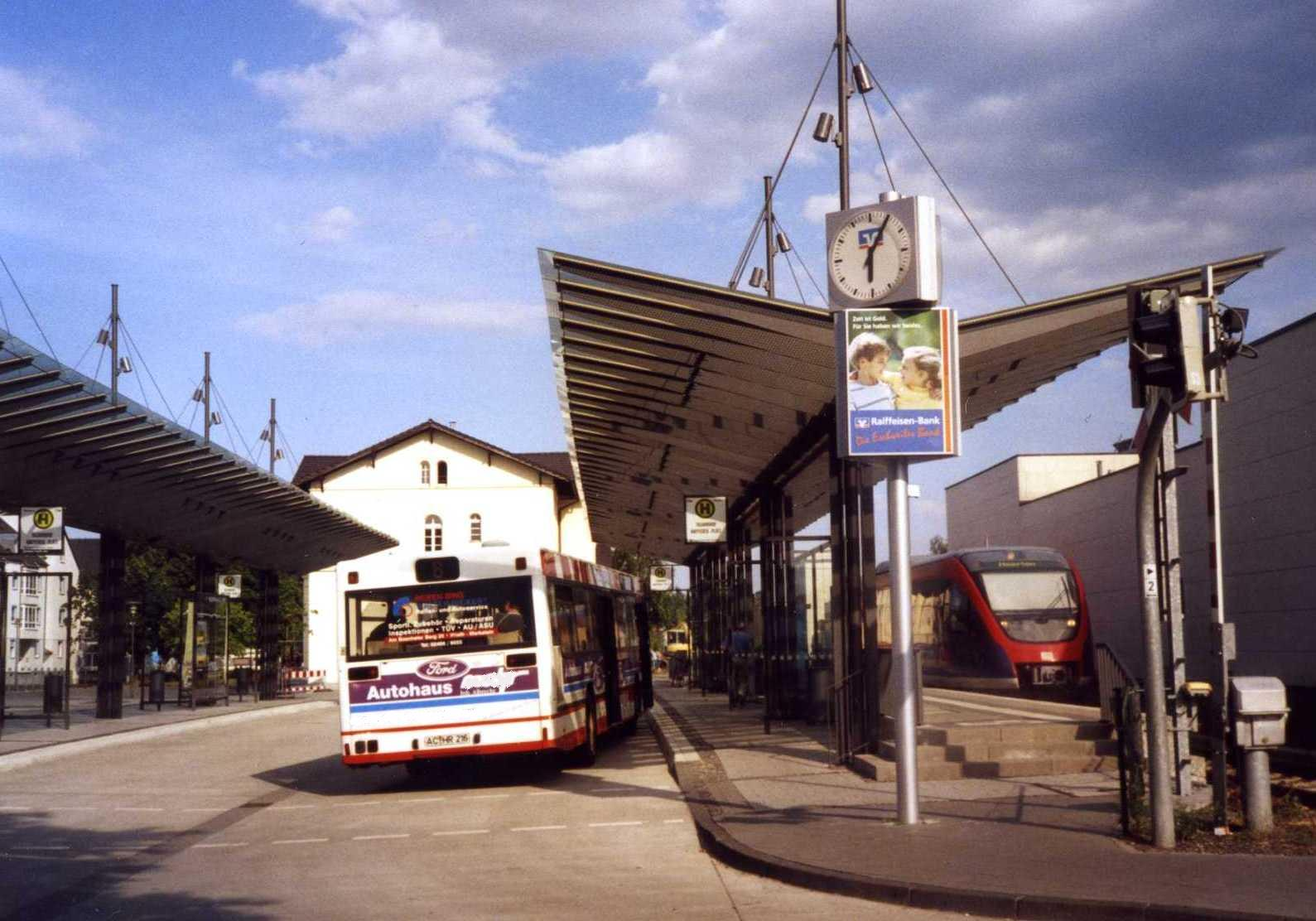
Kombibahnsteig in Eschweiler

Die Abstimmung Bus / Schiene ist regional sehr unterschiedlich entwickelt. Es gibt Versuche, Anschlüsse zwischen Zug und Regiobus zu garantieren (Anschlussgarantie). Dazu ist eine Kontaktmöglichkeit von Bahn- und Buspersonal nötig. Hierfür eignen sich besonders kleinere Bahnhöfe mit wenigen Anschlussmöglichkeiten. Zunehmende technische Möglichkeiten einer Systemvernetzung werden dazu bisher kaum genutzt. Wenn eine Sichtmöglichkeit für die Busfahrer zum Bahnsteig oder ein gemeinsamer Bahnsteig für Bus und Bahn besteht (Kombibahnsteig), werden oftmals Anschlüsse gewährt.
Eine Fahrplanabstimmung mit dem Stadtverkehr, besonders in größeren Städten, ist auch eine Aufgabe für die Betreiber der Stadtlinien. Andererseits müssen Regiobusse Anschlüsse von Stadtlinien abwarten. Bei geringer oft nur stündlicher Taktdichte steht eine Anschlussgarantie über der genauen Einhaltung der Abfahrtzeiten.
Der RegioTakt steht den Stadt- und Landestakten (Schienenverkehr) gegenüber. Ähnliche Entwicklungen gibt es in anderen Bundesländern (zum Beispiel Bayerntakt, Rheinland-Pfalz-Takt, Allgäu-Schwaben-Takt). Die Vereinigung zu einem Ganzen ist eine Aufgabe der Zukunft – die teilweise, beispielsweise in Rheinland-Pfalz, bereits erkannt wurde. Aber auch der Fernverkehr gehört dazu: Fernreisende erwarten ebenfalls günstige Anschlüsse an Regionalbusse.